# Marolles-les-Braults
Marolles-les-Braults è un comune francese di 2 226 abitanti situato nel dipartimento della Sarthe nella regione dei Paesi della Loira.

## Società

### Evoluzione demografica
Abitanti censiti